# 美和村 (岡山県真庭郡)
美和村（みわそん）は、岡山県真庭郡にあった村。現在の真庭市樫西、樫東、五反、台金屋、中原、三崎、目木、余野上、余野下に当たる。

## 歴史
- 1905年（明治38年）9月1日 - 真庭郡樫野村・米来村が合併して、美和村となる。
- 1955年（昭和30年）4月1日 - 美和村が真庭郡久世町（初代）と合併し、新たに久世町（2代）となる。同日美和村は廃止。

## 大字
- 樫西（かしにし） 〒719-3211
- 樫東（かしひがし） 〒719-3223
- 台金屋（だいかなや） 〒719-3227
- 中原（なかばら） 〒719-3225
- 三崎（みさき） 〒719-3226
- 目木（めき） 〒719-3224
- 余野上（よのかみ） 〒719-3221
- 余野下（よのしも） 〒719-3222

真庭市誕生後、台金屋・目木の各一部から五反（〒719-3228）が分離成立した。